# Demonax tibiellus
Demonax tibiellus är en skalbaggsart som beskrevs av Holzschuh 1991. Demonax tibiellus ingår i släktet Demonax och familjen långhorningar. Inga underarter finns listade i Catalogue of Life.